# Еммерсон Бойс
Еммерсон Бойс (англ. Emmerson Boyce, нар. 24 вересня 1979, Ейлсбері) — барбадоський футболіст, захисник клубу «Віган Атлетік».
Значну частину кар'єри провів у «Віган Атлетік», а також виступав за національну збірну Барбадосу.

## Клубна кар'єра
У дорослому футболі дебютував 1998 року виступами за команду клубу «Лутон Таун», в якій провів шість сезонів у третьому і четвертому за рівнем дивізіоні Англії, взявши участь у 185 матчах чемпіонату. Більшість часу, проведеного у складі «Лутон Тауна», був основним гравцем захисту команди і 2004 року був визнавався найкращим гравцем команди.
Своєю грою за цю команду привернув увагу представників тренерського штабу новачка англійської Прем'єр-ліги «Крістал Пелес», до складу якого приєднався 2004 року. Проте в першому ж сезоні команда не змогла зберегти прописку в еліті і вилетіла назад в Чемпіоншіп. Відіграв за лондонський клуб наступні два сезони своєї ігрової кар'єри. Граючи у складі «Крістал Пелес» також здебільшого виходив на поле в основному складі команди і 2006 року визнавався найкращим гравцем «Крістал Пелес».
До складу клубу «Віган Атлетік» приєднався 1 серпня 2006 року за 1 млн. фунтів, підписавши 4-річний контракт. Відтоді встиг відіграти за клуб з Вігана 232 матчі в національному чемпіонаті, а у 2013 році допоміг команді виграти Кубок Англії, обігравши в фіналі «Манчестер Сіті».

## Виступи за збірну
Хоча Бойс і народився в Англії, він також мав право грати за збірну Барбадосу через його батьків, які обидва народилися на Барбадосі. 
Бойс отримав свій перший виклик у збірну 20 березня 2008, у віці 28, від Барбадосу і 26 березня дебютував в офіційних матчах у складі національної збірної Барбадосу у кваліфікації до чемпіонату світу 2010 року проти збірної Домініки. Матч завершився перемогою команди Бойса 1:0, що дозволило Барбадосу вийти в другий тур кваліфікації. 
Наразі провів у формі головної команди країни 4 матчі.

## Титули
- Володар Кубка Англії (1):

«Віган Атлетік»: 2013